# Fragile (film, 2021)
Pour plus de détails, voir Fiche technique et Distribution.
Fragile est un film français réalisé par Emma Benestan sorti en France le 25 août 2021.
Le film prend l'affiche au Canada le 28 avril 2023, distribué par H264 distribution.

## Synopsis
Azzedine « Az » travaille pour un ostréiculteur à Sète. Il est amoureux de Jessica, surnommée « Jess », une jeune actrice qui commence à avoir du succès et tourne une série policière. Il la demande en mariage, mais elle refuse et lui demande de prendre le temps de réfléchir.

## Fiche technique
Sauf indication contraire ou complémentaire, les informations mentionnées dans cette section peuvent être confirmées par la base de données d'Unifrance.
- Titre original : Fragile
- Titre international : Hard Shell Soft Shell
- Réalisation : Emma Benestan
- Scénario : Emma Benestan, Nour Ben Salem
- Musique : Julie Roué
- Costumes : Elsa Bourdin
- Directeur de la photo : Aurélien Marra
- Son : Anne Dupouy
- Montage : Perrine Bekaert
- Directeur de production : Didier Abot
- Production : Caroline Nataf
- Producteurs associés : Bruno Nahon, Thomas Morvan
- Sociétés de production : Unité
- Coproduction : France 3 Cinéma
- Sociétés de distribution : Haut et Court et H264 distribution
- Exportation / Vente internationale : Salaud Morisset
- Langue originale : français
- Format : couleur
- Genre : comédie romantique
- Durée : 1 h 40

## Distribution
- Yasin Houicha : Azzedine « Az », ostréiculteur
- Oulaya Amamra : Lila, danseuse, amie puis compagne d'Azzedine
- Tiphaine Daviot : Jessica « Jess », actrice
- Guillermo Guiz : Giacomo, acteur, collègue puis compagnon de Jessica
- Raphaël Quenard : Raphaël « Raph », ami d'Azzedine
- Bilel Chegrani : Ahmed
- Diong-Kéba Tacu : Kalidou
- Tassadit Mandi : la grand-mère d'Azzedine
- Samira Sedira : la mère d'Azzedine
- Holy Fatma : la sœur d'Azzedine
- Marvin Pellegrino : le physio de la soirée

## Production

### Tournage
Le tournage s'est déroulé à Sète.

## Accueil critique
Sur le site d'agrégateur de critiques Allociné, Fragile reçoit une note moyenne de 3,7/5 des spectateurs.
Le film reçoit des avis positifs des critiques de films. Il est notamment recommandé par Ava Cahen au micro du Masque et la Plume sur France Inter.

Pour Le Figaro : 
« Gorgé de soleil, d'humour et de bonne humeur, le premier film d'Emma Benestan brosse en toute simplicité le portrait des nouveaux marivaudages amoureux de la génération Instagram ».

Pour Leela Badrinath de France Info Culture : 
« Fragile est une comédie sentimentale légère mais bien écrite qui repose sur le duo formé par Yasin Houicha (Az) et Oulaya Amamra (Lila), César 2017 du meilleur espoir féminin dans Divines, particulièrement touchant et crédible. Elle prend également le temps de rendre hommage - sans clichés - aux cultures maghrébines grâce à la musique raï et aux pâtisseries cuisinées par Az ». 

Selon La Croix : 
« La sensualité des corps dansant sur de la musique orientale, filmés dans la belle lumière de Sète et l’atmosphère joyeuse des bandes, révèle l’influence évidente d’Abdellatif Kechiche sur la mise en scène. Tout comme le naturel des comédiens, dominés par la présence d’Oulaya Amamra, révélée par Divines, qui illumine le film de sa beauté sauvage ».

## Distinctions
- Festival du film de Cabourg 2022 : Swann d'or de la révélation masculine pour Yasin Houicha[8]
- Film figurant parmi les 7 longs métrages sélectionnés par Unifrance pour sa 1re édition du festival MyMetaStories diffusé du 6 au 29 octobre 2023. Les cinéphiles des quatre coins du monde auront accès aux films de cette édition, en ligne, sur les plateformes numériques. Festival soutenu par le Programme Europe Créative Volet Media de la Commission européenne. Liste des titres :
  - La Gravité, de Cédric Ido (France)
  - The Happiest Man In The World, de Teona Strugar Mitevska (Macédoine, Slovénie, Danemark, Croatie, Bosnie-Herzégovine)
  - Fragile, d'Emma Benestan (France)
  - Libertad, de Clara Roquet (Belgique/Espagne)
  - Luxembourg, Luxembourg, d'Antonio Lukich (Ukraine)
  - Fils de plouc (Mother Schmuckers), de Lenny Guit et Harpo Guit (Belgique)
  - Pink Moon, de Floor van der Meulen (Pays-Bas)
Voir, sur le site MyMetaStories et MyMetaStories sur Unifrance, la liste des 13 courts métrages et de l’expérience Minecraft®, 1er festival de films dans le jeu vidéo.